# Донє Базіє
Донє Базіє (хорв. Donje Bazije) — населений пункт у Хорватії, у Вировитицько-Подравській жупанії у складі громади Чаджавиця.

## Населення
Населення за даними перепису 2011 року становило 148 осіб.
Динаміка чисельності населення поселення:

## Клімат
Середня річна температура становить 11,32 °C, середня максимальна – 25,89 °C, а середня мінімальна – -5,92 °C. Середня річна кількість опадів – 720 мм.
| Клімат поселення                              | Клімат поселення | Клімат поселення | Клімат поселення | Клімат поселення | Клімат поселення | Клімат поселення | Клімат поселення | Клімат поселення | Клімат поселення | Клімат поселення | Клімат поселення | Клімат поселення | Клімат поселення |
| Показник                                      | Січ.             | Лют.             | Бер.             | Квіт.            | Трав.            | Черв.            | Лип.             | Серп.            | Вер.             | Жовт.            | Лист.            | Груд.            |                  |
| Середній максимум, °C                         | 5,90             | 8,20             | 12,80            | 17,39            | 22,87            | 25,89            | 25,63            | 24,99            | 20,59            | 15,31            | 9,52             | 5,41             |                  |
| Середня температура, °C                       | 0,00             | 2,30             | 6,90             | 11,49            | 16,94            | 19,99            | 21,77            | 21,12            | 16,72            | 11,48            | 5,69             | 1,53             |                  |
| Середній мінімум, °C                          | −5,92            | −3,68            | 1,00             | 5,54             | 11,02            | 14,06            | 17,91            | 17,26            | 12,88            | 7,60             | 1,81             | −2,31            |                  |
| Норма опадів, мм                              | 43               | 40               | 43               | 56               | 69               | 90               | 66               | 68               | 57               | 62               | 71               | 55               |                  |
| Середньомісячна швидкість вітру, м/с          | 2.20             | 2.44             | 2.73             | 2.64             | 2.36             | 2.20             | 2.10             | 1.90             | 1.90             | 2.00             | 2.11             | 2.21             |                  |
| Середньомісячна сонячна радіація, кДж/м²·день | 4106             | 6861             | 10784            | 15275            | 19331            | 21335            | 22203            | 19953            | 14734            | 9085             | 4660             | 3481             |                  |
| --------------------------------------------- | ---------------- | ---------------- | ---------------- | ---------------- | ---------------- | ---------------- | ---------------- | ---------------- | ---------------- | ---------------- | ---------------- | ---------------- | ---------------- |
| Джерело:                                      |                  |                  |                  |                  |                  |                  |                  |                  |                  |                  |                  |                  |                  |